# Macquartia aeneiventris
Macquartia aeneiventris là một loài ruồi trong họ Tachinidae.